# Дівчина з того берега
«Дівчина з того берега» (інша назва: «Застава номер сім») — радянський художній фільм-шпигунська драма 1941 року, знятий Леонардом Есакією на Тбіліській кіностудії.

## Сюжет
Грузинські морські прикордонники рятують Фатіму, юну мешканку Туреччини. Місцеві жителі дбають про неї, у Фатіми з'явилося багато нових друзів. Коли вона повертається до Туреччини, то дізнається, що іноземний шпигун, який живе в її будинку, збирається вирушити в Радянський Союз. Фатімі вдається повідомити про це своїм новим друзям в Грузії.

## У ролях
- Медея Джапарідзе — Назіме
- Єлизавета Черкезішвілі — стара жінка
- Михайло Мгеладзе — Сандро
- Леонид Романов — епізод
- Василь Баланчивадзе — Осман
- Акакій Кванталіані — Алі
- Грігол Костава — іноземець
- Елза Апакідзе — Ціру
- А. Біланішвілі — Темур
- Віктор Чанкветадзе — іноземець
- Нелі Чіковані — Паті

## Знімальна група
- Режисер — Леонард Есакія
- Сценаристи — Леонард Есакія, Іло Мосашвілі
- Оператор — Олександр Дігмелов
- Композитор — Олексій Мачаваріані
- Художник — Реваз Мірзашвілі